# NGC 1533
NGC 1533 è una galassia lenticolare situata nella costellazione del Dorado, a una distanza di circa 37 milioni di anni luce dalla nostra Via Lattea.

## Scoperta
La galassia è stata scoperta il 5 dicembre 1834 dall'astronomo britannico John Herschel.

## Descrizione

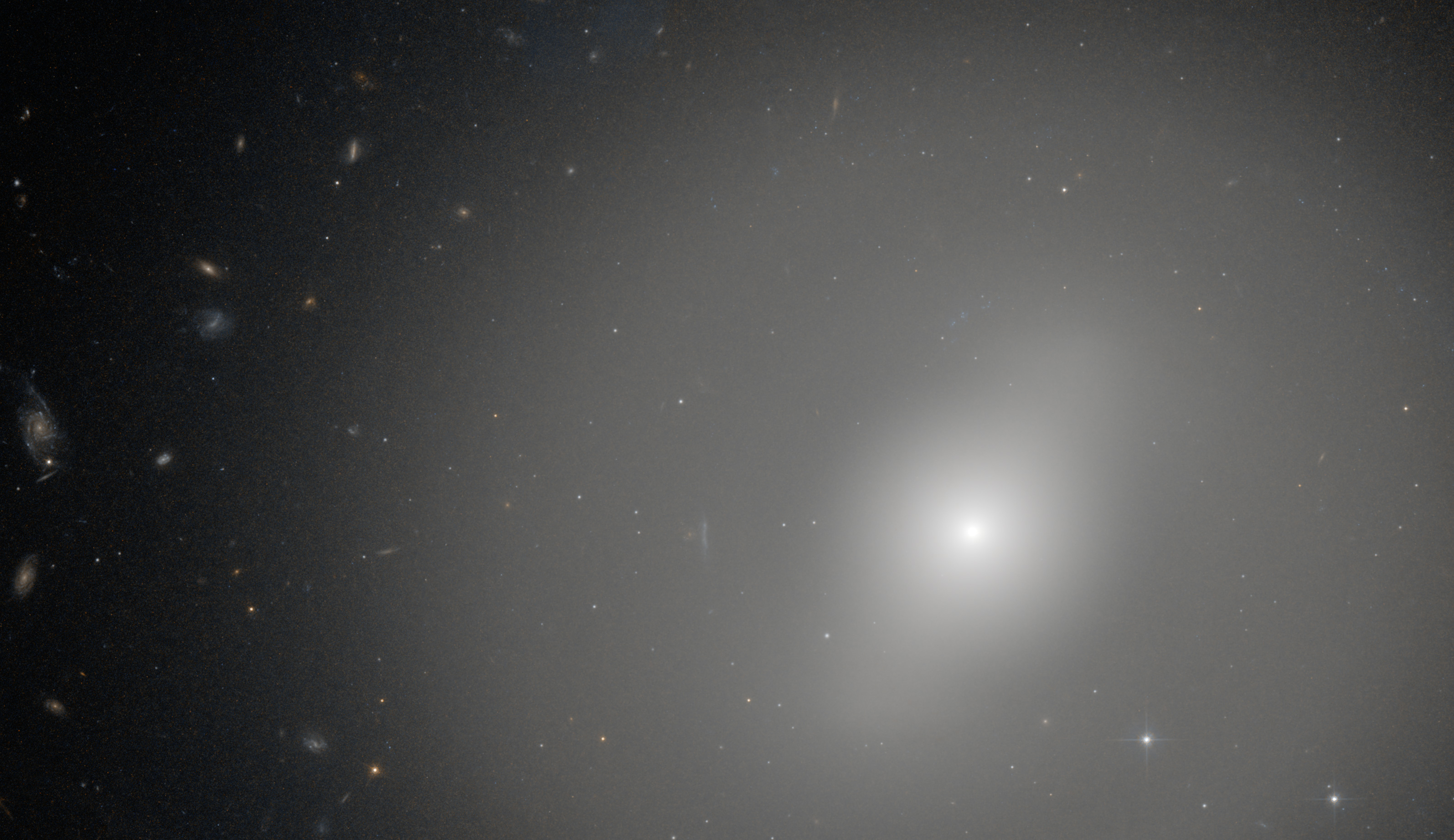
NGC 1533 ripresa dal Telescopio spaziale Hubble.

NGC 1533 è stata utilizzata da Gérard de Vaucouleurs come esempio di galassia del tipo morfologico "(RL)SB00" nel suo atlante delle galassie.
Il database SIMBAD la classifica come galassia LINER, cioè una galassia il cui nucleo presenta uno spettro di emissione caratterizzato da larghe righe di atomi debolmente ionizzati.

## Gruppo di NGC 1566 o del Dorado
Secondo uno studio pubblicato nel 2005 da Kilborn et al. NGC 1533 fa parte del Gruppo di NGC 1566 che comprende almeno altre 23 galassie, tra cui NGC 1515, NGC 1522, NGC 1536, NGC 1543, NGC 1546, NGC 1549, NGC 1553, NGC 1566, NGC 1596, NGC 1574, NGC 1581, NGC 1602, NGC 1617, IC 2032, IC 2038, IC 2049, IC 2058 e IC 2085. Il gruppo di NGC 1566 a sua volta fa parte del più esteso Gruppo del Dorado.